# Kinderen van Duin
Kinderen van Duin (Engels: Children of Dune) is een sciencefictionroman uit 1976 van de Amerikaanse schrijver Frank Herbert, de derde in zijn Duin-boekenreeks van zes romans. Het werd oorspronkelijk in series uitgebracht in Analog Science Fiction and Fact in 1976, en was de laatste Duin-roman die voor de publicatie van het boek in series werd uitgegeven.

## Verhaal
Negen jaar na de dood van Chani en het einde van de samenzwering tegen de Vrijmans en keizer Paul Atreides, liep Muad'dib, blind en alleen, de woestijn in volgens de Vrijmans-traditie die hem een snelle dood garandeerde. Alia, de zuster van Paul met eenzelfde vooruitziende blik, is getrouwd met de ghola van Duncan Idaho en zit op de troon van Arrakis als keizerlijke regent, waar ze eveneens als voogd en bewaker optreedt van de tweeling die geboren zijn ten tijde van Chani's dood: Leto en Ghanima.